# Temporada de furacões no Atlântico de 1908
A temporada de furacões no Atlântico de 1908 continua sendo a única registrada a apresentar dois furacões antes do mês de junho. A temporada produziu treze ciclones tropicais, dos quais dez se tornaram tempestades tropicais; seis se tornaram furacões e um deles se tornou um grande furacão – ciclones tropicais que atingem pelo menos a categoria 3 na escala Saffir-Simpson dos dias modernos. O primeiro sistema da temporada desenvolvido em 6 de março, que foi o único ciclone tropical conhecido a se desenvolver no mês de março desde que os registros oficiais começaram em 1851. A última tempestade transitou para um ciclone extratropical em 23 de outubro.
O ciclone tropical mais intenso da temporada atingiu o pico como furacão categoria 3 com ventos máximos sustentados de 190 km/h (120 mph) em meados de setembro. Danos significativos e pelo menos 26 mortes ocorreram nas Ilhas Turks e Caicos e nas Bahamas como resultado desta tempestade. A maioria dos outros sistemas também impactou a terra. Em maio, a segunda tempestade causou prejuízos de milhares de dólares e uma morte indireta no nordeste dos Estados Unidos. O próximo sistema causou inundações na Carolina do Norte, resultando na morte de duas crianças. No final de setembro e início de outubro, o oitavo sistema causou danos consideráveis em partes das Grandes Antilhas e nas Bahamas, deixando seis mortos. Um furacão que atingiu a costa caribenha da Nicarágua causou graves danos em várias comunidades e matou pelo menos duas pessoas. No geral, os ciclones tropicais da temporada causaram coletivamente pelo menos 37 fatalidades.

## Resumo sazonal
A ciclogênese tropical começou em 6 de março, 1908, quando o primeiro sistema foi inicialmente detectado a nordeste das Pequenas Antilhas. Foi o único ciclone a se desenvolver no Atlântico no mês de março desde o início dos registros oficiais em 1851. Em 24 de maio, o próximo sistema desenvolvido perto das Ilhas Turks e Caicos. Intensificando-se em um furacão em 28 de maio, a tempestade se tornou um dos três únicos furacões de maio no século 20, com os outros sendo Able em 1951 e Alma em 1970. Além disso, devido a esta tempestade e à anterior, a temporada de 1908 se tornou a única em que dois sistemas atingiram o status de furacão antes do mês de junho. A partir daí, a atividade cessou por quase dois meses, até que o terceiro ciclone se formou a nordeste das Bahamas em 24 de julho, seguido por outro sistema se formando no noroeste do Golfo do México em 29 de julho. O mês de agosto apresentou dois ciclones, uma depressão tropical e uma tempestade tropical. Setembro foi o mês mais ativo, com cinco sistemas em desenvolvimento, incluindo dois furacões, uma tempestade tropical e duas depressões tropicais. Em outubro, desenvolveu-se um furacão e uma tempestade tropical, sendo que esta última se tornou extratropical em 23 de outubro, encerrando a atividade sazonal.
A temporada teve um total de 10 tempestades tropicais, 6 das quais se intensificaram em furacões. A reanálise de José F. Partagás e Henry F. Diaz em 1997 resultou na adição do segundo sistema, enquanto Christopher Landsea et al. adicionou o sexto sistema em 2004 como parte do projeto de reanálise de furacões no Atlântico. Sete dos dez sistemas que atingiram pelo menos a intensidade da tempestade tropical atingiram a costa durante a temporada. Coletivamente, os ciclones tropicais da temporada de furacões no Atlântico de 1908 causaram pelo menos 37 fatalidades.
A atividade da temporada foi refletida com uma classificação de energia ciclônica acumulada (ACE) de 95. ACE é uma métrica usada para expressar a energia usada por um ciclone tropical durante sua vida. Portanto, uma tempestade com maior duração terá altos valores de ACE. É calculado apenas em incrementos de seis horas em que sistemas tropicais e subtropicais específicos estão em ou acima de velocidades de vento sustentadas de 63 km/h (39 mph), que é o limite para a intensidade da tempestade tropical. Assim, as depressões tropicais não estão incluídas aqui.

## Sistemas

### Furacão Um
O furacão de março de 1908 foi inicialmente observado por um navio às 12:00 UTC em 6 de março enquanto localizado cerca de 690 km (430 mi) a nordeste de Barbuda.  Seguindo em uma direção sul-sudoeste incomum, a tempestade se intensificou em um furacão categoria um na escala de vento do furacão Saffir-Simpson dos dias modernos. Pouco antes de chegar às Ilhas Virgens dos Estados Unidos no início de 8 de março, o furacão se intensificou em um furacão categoria dois, pico com ventos máximos sustentados de 160 km/h (100 mph) e uma pressão barométrica mínima de 991 mbar (29.3 inHg)  , que foi observado em Basseterre em Saint Kitts. Uma vez no Caribe em 8 de março, o sistema começou a enfraquecer lentamente, perdendo o status de furacão na manhã seguinte. A tempestade foi notada pela última vez por volta de 210 km (130 mi) ao norte da Ilha Blanquilla no final de 9 de março. É o único ciclone tropical atlântico registrado que se formou em março, de acordo com o melhor banco de dados de trilhas da NOAA datado de 1842.
Em Saint Barthélemy, alguns edifícios foram danificados. Os ventos em Saint Martin derrubaram tendas camponesas e danificaram plantações. A cidade de Basseterre em Saint Kitts relatou ventos de 80 km/h (50 mph) e chuvas atingindo 200 mm (8 in). A tempestade encalhou 24 pequenas embarcações e barcos e colheitas severamente danificadas.

### Furacão Dois
Uma depressão tropical se desenvolveu em 24 de maio às 12:00 UTC cerca de 80 km (50 mi) ao sudoeste de Cockburn Town, Ilhas Turks e Caicos. Movendo-se para noroeste, a depressão atingiu as ilhas Turks e Caicos. Por volta das 06:00 UTC em 26 de maio, a depressão se intensificou em uma tempestade tropical. No final de 27 de maio, a tempestade curvou-se para nordeste. O ciclone tornou-se um furacão por volta das 06:00 UTC no dia seguinte, tornando-se um dos três únicos furacões de maio no século 20, sendo os outros Able em 1951 e Alma em 1970. O ciclone atingiu a costa oeste de Cape Hatteras, Carolina do Norte, com ventos de 121 km/h (75 mph) por volta das 21:00 UTC em 29 de maio. Algumas horas depois, o ciclone ressurgiu no Oceano Atlântico. no início de 30 de maio, o furacão enfraqueceu para uma tempestade tropical. Acelerando para nordeste, a tempestade atingiu o leste de Long Island, Nova York, com ventos de 64 km/h (40 mph) no final de 30 de maio, pouco antes de chegar perto de Noank, Connecticut, na mesma intensidade por volta das 23:00 UTC. A tempestade tornou-se extratropical no sul do Maine no início de 31 de maio. Os remanescentes continuaram para o nordeste até se dissiparem na porção norte do estado várias horas depois.
Na Carolina do Norte, a tempestade produziu ventos sustentados de até 110 km/h (70 mph) em Morehead City. Os ventos interromperam as comunicações com as cidades ao longo dos Outer Banks. O mar agitado gerado pela tempestade em Nova Jersey varreu uma quantidade significativa de areia, especialmente em Long Branch. Uma rua à beira-mar na cidade foi fechada depois que as ondas levaram aproximadamente 91 m (300 ft) da estrada. Em Rhode Island, tempestades e marés anormalmente altas destruíram muitos barcos na baía de Narragansett. Uma pessoa morreu de exaustão durante a tempestade e outra sofreu ferimentos graves quando uma árvore caiu sobre um carro. Os danos no estado foram estimados em milhares de dólares.

### Furacão Três
Uma perturbação evoluiu para uma depressão tropical por volta de 230 km (140 mi) leste-nordeste das Ilhas Abaco por volta das 12:00 UTC em 24 de julho. Indo para noroeste, a depressão se intensificou em uma tempestade tropical por volta de 24 horas mais tarde. A partir daí, o ciclone executou um loop ciclônico lento ao norte da ilha de Grand Bahama, até virar para o norte em 29 de julho. No início do dia seguinte, o sistema se intensificou em um furacão, pouco antes de atingir o pico com ventos máximos sustentados de 130 km/h (80 mph). Por volta das 11:00 UTC em julho Em 31 de novembro, o furacão atingiu a atual Ilha Esmeralda, na Carolina do Norte, com a mesma intensidade. O sistema então curvou-se para leste-nordeste e enfraqueceu para uma tempestade tropical pouco antes de ressurgir no Atlântico no final de 31 de julho. Às 18:00 UTC em 2 de agosto, a tempestade transitou para um ciclone extratropical por volta de 282 km (175 mi) ao sudeste de Baccaro, Nova Escócia. Os remanescentes extratropicais continuaram a nordeste em Newfoundland antes de se dissipar em 3 de agosto.
Alertas de furacão foram emitidos em 30 de julho de Hatteras, Carolina do Norte, para Norfolk, Virgínia. Na Carolina do Norte, a tempestade produziu ventos sustentados de até 93 km/h (58 mph) em Hatteras. A tempestade destruiu chalés e calçadões em Wrightsville. A precipitação atingiu o pico de 240 mm (9.45 in) em New Bern, enquanto a tempestade contribuiu para o total de 230 mm (9 in) de precipitação que caiu em Kinston ao longo de quatro dias. As inundações submergiram as principais ruas da cidade de Kingston e destruíram pontes e trilhos ferroviários. Duas crianças morreram afogadas na cidade de Roper. Na Virgínia, a maior velocidade de vento sustentada conhecida foi de 74 km/h (46 mph) em Cape Henry, causando danos a algumas plantações. Os remanescentes extratropicais da tempestade causaram oito mortes no Canadá Atlântico depois que vários barcos viraram. Na Nova Escócia, a tempestade derrubou várias árvores e danificou muitas propriedades em Halifax. As fortes chuvas também destruíram as estradas não pavimentadas da cidade e as deixaram quase intransitáveis.

### Tempestade tropical Quatro
Uma depressão tropical se desenvolveu perto da costa de Sabine Pass, Texas, por volta das 00:00 UTC em 29 de julho. Movendo-se para sudeste, a depressão se intensificou em uma tempestade tropical por volta de 12 horas mais tarde. no início de 30 de julho, a tempestade atingiu o pico com ventos máximos sustentados de 97 km/h (60 mph). Eventualmente, ele fez uma curva para o norte-noroeste e se dirigiu para a Louisiana. Às 22:00 UTC em julho Em 31 de novembro, o ciclone atingiu a costa de Marsh Island, Louisiana, com a mesma intensidade. A tempestade enfraqueceu para uma depressão tropical no início de 2 de agosto, na época em que se curvou para nordeste. No final de 3 de agosto, o sistema se dissipou no norte do Mississippi.
A tempestade causou fortes chuvas em partes da Louisiana. A cidade de Franklin registrou 498 mm (19.62 in) de precipitação entre 26 de julho e 2 de agosto, incluindo 240 mm (9.6 in) em um dia. As paróquias costeiras da Louisiana sofreram graves inundações, com grandes danos às plantações de arroz. Mais a leste, as enchentes inundaram as ruas nos arredores de Nova Orleans, tornando necessário o uso de botes para navegação. Quatro barcaças de carvão transportando cargas avaliadas coletivamente em $ 12.000 afundaram no rio Mississippi perto de Nova Orleans.

### Tempestade tropical Cinco
Um navio detectou uma tempestade tropical por volta de 370 km (230 mi) a sudeste de Cape Hatteras, Carolina do Norte, às 12:00 UTC em 30 de agosto.  A tempestade moveu-se para oeste, até virar para nordeste no final de 31 de agosto. Às 00:00 UTC em 1 de setembro, o sistema atingiu o pico com ventos máximos sustentados de 80 km/h (50 mph). Oito horas depois, atingiu a costa perto de Cape Lookout, na Carolina do Norte, com a mesma intensidade. Pouco tempo depois, a tempestade ressurgiu no Oceano Atlântico. O sistema transitou para um ciclone extratropical às 18:00 UTC em 2 de setembro, enquanto localizado a cerca de 217 km (135 mi) ao sudeste de Nantucket, Massachusetts. A tempestade trouxe ventos fortes para partes da Carolina do Norte e da Virgínia.

### Furacão Seis
Mapas meteorológicos históricos indicam a presença de uma tempestade tropical por volta de 861 km (535 mi) leste-nordeste de Barbados em 7 de setembro.  Movendo-se para oeste-noroeste, a tempestade passou ao norte das Pequenas Antilhas e se intensificou lentamente, tornando-se um furacão perto da costa da República Dominicana no início de 11 de setembro. A partir daí, o ciclone se fortaleceu mais rapidamente, tornando-se um furacão categoria dois pouco antes de atingir Inagua nas Bahamas várias horas depois com ventos de 160 km/h (100 mph). Por volta das 12:00 UTC em 12 de setembro, o sistema fortalecido em um furacão categoria três e pico com ventos máximos sustentados de 190 km/h (120 mph) na madrugada do dia seguinte. A tempestade curvou-se para o norte e passou por cima ou perto de várias ilhas em 13 de setembro e 14 de setembro, incluindo Exuma, Cat Island e Eleuthera. Mais tarde em setembro Em 14 de novembro, o ciclone virou para nordeste e saiu do arquipélago. Ao atravessar o Atlântico aberto, o sistema enfraqueceu lentamente e permaneceu um furacão até cair para a intensidade da tempestade tropical no final de 18 de setembro enquanto estava na costa de Newfoundland. A tempestade logo atingiu a ilha e se tornou extratropical perto de Port Rexton. Os remanescentes extratropicais continuaram para nordeste e se dissiparam sobre o Mar do Labrador no final do dia seguinte.
A tempestade passageira trouxe ventos fortes e ondas fortes para a costa norte de Porto Rico entre setembro 9–10. Os ventos chegaram a 64 km/h (40 mph) em San Juan em 10 de julho. Nas Ilhas Turks e Caicos, rajadas de vento próximas 160 km/h (100 mph) arrancou muitas árvores e destruiu parcialmente muitos prédios e casas na ilha de Grand Turk. O saveiro haitiano Telegraph virou em Hawk's Nest com a perda de todos os ocupantes. No geral, a tempestade matou pelo menos 19 pessoas no arquipélago. Nas Bahamas, danos significativos foram relatados em Acklins, Crooked Island, Inagua, Long Cay, Long Island, Rum Cay e San Salvador Island. Em Clarence Town, que fica em Long Island, a tempestade destruiu completamente as igrejas, o tribunal e a prisão, além de 97 por cento das casas, deixando apenas cinco casas de pé. Em Inagua, a tripulação do navio Sibiria observou muitas casas de madeira sendo destruídas em Matthew Town. A escuna Beulah McCabe afundou nas proximidades das Bahamas, causando a morte de sete pessoas. Rajadas de vento variando de 50–60 mph (80–97 km/h) afetou as Bermudas, embora os danos tenham sido limitados principalmente a algumas árvores arrancadas. No Canadá Atlântico, alguns barcos ao longo da costa sul da Nova Escócia sofreram danos menores.

### Tempestade tropical Sete
Um navio observou pela primeira vez esta tempestade tropical por volta de 394 km (245 mi) norte-noroeste de Telchac Puerto, Yucatán, às 12:00 UTC em 16 de setembro.  A tempestade se intensificou gradualmente enquanto se movia para noroeste, atingindo um pico com ventos máximos sustentados de 110 km/h (70 mph) às 00:00 UTC em 18 de setembro. No entanto, o ciclone logo enfraqueceu rapidamente, caindo para a intensidade da depressão tropical cerca de 18 horas mais tarde. Em seguida, dissipou cerca de 110 km (70 mi) ao sul-sudoeste da linha do estado Texas-Louisiana.

### Furacão Oito
Uma tempestade tropical foi detectada pela primeira vez em 21 de setembro sobre 1,080 km (670 mi) a nordeste da Guiana Francesa. A tempestade seguiu para oeste-noroeste e se intensificou lentamente, tornando-se um furacão na época em que atingiu Guadalupe em 25 de setembro. Entrando no Mar do Caribe, o furacão continuou para o oeste, até fazer uma curva para o noroeste ao sul de Hispaniola em 27 de setembro. No início do dia seguinte, a tempestade atingiu o Haiti perto de Marigot, Sud-Est, com ventos de 130 km/h (80 mph). O sistema logo emergiu sobre o Golfo de Gonâve, onde enfraqueceu brevemente para uma tempestade tropical no final de 28 de setembro. Logo depois das 12:00 UTC em setembro No dia 29, a tempestade fez outro landfall perto de Imías, província de Guantánamo, Cuba, como um furacão com ventos de 137 km/h (85 mph). Depois que o ciclone ressurgiu no Atlântico, ele se intensificou ao se aproximar do oeste das Bahamas, tornando-se uma categoria 2 no final de 30 de setembro. O furacão atingiu o pico com ventos máximos sustentados de 180 km/h (110 mph) na hora em que atingiu a ilha de Andros no início do dia seguinte. A tempestade virou para norte-nordeste e depois para nordeste, fazendo com que atingisse as ilhas Ábaco antes de atingir o Atlântico aberto novamente no final de 1 de outubro. A tempestade então executou um pequeno loop ciclônico, antes de retomar um movimento leste-nordeste. No final de 6 de outubro, o sistema enfraqueceu para uma tempestade tropical e fez a transição para um ciclone extratropical por volta de 560 km (350 mi) a leste das Bermudas. Os remanescentes extratropicais continuaram na direção leste-nordeste e se dissiparam várias horas depois.
Em Guadalupe, a tempestade arrancou muitas árvores, danificou gravemente as plantações de cana-de-açúcar e derrubou fábricas de açúcar. As comunicações também foram interrompidas. O capitão do navio holandês Prins Willem V. relatou danos consideráveis no Haiti. Em Cuba, o furacão destruiu vários prédios, inclusive a alfândega, que estava em construção. Muitos pomares de frutas sofreram danos substanciais. A tempestade produziu ventos com força de furacão e fortes precipitações sobre o oeste das Bahamas. Em Nassau, os ventos sustentados chegaram 130 km/h (80 mph). Grande parte de New Providence foi inundada devido a chuvas de até 180 mm (7 in). Os danos à propriedade foram geralmente leves, no entanto, apenas habitações menores e dependências foram demolidas. Vários grandes navios viraram nas proximidades da ilha, resultando em seis mortes. Nas Ilhas Abaco, vários prédios na fábrica de uma empresa madeireira, uma casa e várias cabanas foram destruídos. Eleuthera também relatou danos extensos, incluindo a destruição de uma casa de missão, uma capela e vários outros edifícios. A tempestade derrubou muitos coqueiros, enquanto uma plantação sozinha perdeu cerca de 300 bananeiras. Nas Bahamas, essa tempestade, combinada com o furacão em meados de setembro, resultou na perda quase total das plantações de toranja, laranja e sisal. Além disso, o ciclone derrubou várias árvores e destruiu muitos jardins. Chuvas fortes e ventos fortes também atingiram as Bermudas, danificando várias estruturas.

### Furacão Nove
Um navio indicou que uma depressão tropical se desenvolveu por volta de 260 km (160 mi) norte-nordeste de Nombre de Dios, Colón, em 14 de outubro às 12:00 UTC.  Movendo-se para o oeste, a depressão se tornou uma tempestade tropical no início do dia seguinte. A tempestade mais tarde se curvou para oeste-noroeste e se intensificou em um furacão categoria um por volta das 12:00 UTC em 16 de outubro. cerca de 24 horas depois, tornou-se um furacão categoria dois. final de 17 de outubro, o furacão atingiu o pico com ventos máximos sustentados de 169 km/h (105 mph). Na madrugada do dia seguinte, tocou terra firme na Nicarágua perto da Lagoa das Pérolas, Região Autônoma da Costa Sul do Caribe. O furacão enfraqueceu rapidamente depois de se mover para o interior, caindo para a intensidade da tempestade tropical por volta das 12h. UTC em 18 de outubro e enfraquecendo para uma depressão tropical às 00:00 UTC em 19 de outubro. Várias horas depois, a tempestade se dissipou sobre Honduras.
O furacão causou grandes impactos ao longo da costa da Nicarágua de Cabo Gracias a Dios a Pearl Cays, com comunicações telegráficas e telefônicas interrompidas e ferrovias substancialmente danificadas naquela área. As cidades de Prinzapolka e Rio Grande foram completamente destruídas. O New York Times relatou "muitas perdas de vidas", incluindo pelo menos duas mortes em Rio Grande.

### Tempestade tropical Dez
Uma área extratropical de baixa pressão tornou-se uma tempestade tropical por volta de 450 km (280 mi) a oeste das Bermudas às 12:00 UTC em 20 de outubro. O ciclone moveu-se para sudeste e não conseguiu se fortalecer além dos ventos máximos sustentados de 64 km/h (40 mph). final de 21 de outubro, a tempestade curvou-se para sudoeste e depois para noroeste no início do dia seguinte. Devido às temperaturas mais frias da superfície do mar, o sistema gradualmente perdeu as características tropicais e fez a transição para um ciclone extratropical por volta de 160 km (100 mi) leste-sudeste de Charleston, Carolina do Sul, no início de 23 de outubro. A baixa extratropical moveu-se para a costa da Carolina do Sul, perto de McClellanville, antes de se dissipar várias horas depois. Chuvas leves foram observadas na Carolina do Sul, com até 73 mm (2.86 in) de precipitação registrada em Conway em 23 de outubro.

### Outros sistemas
Além dos dez ciclones tropicais atingindo pelo menos intensidade de tempestade tropical, três outros permaneceram como depressões tropicais. Em 3 de agosto, uma depressão tropical formada por volta de 580 km (360 mi) a sudeste das Bermudas. A depressão moveu-se para nordeste e depois para sudeste, antes de se dissipar em 5 de agosto. Outra depressão tropical se desenvolveu em 12 de setembro cerca de 160 km (100 mi) oeste-noroeste de Nuaquexote, Mauritânia. A depressão moveu-se para sudoeste e passou pelas ilhas de Cabo Verde antes de se dissipar em 15 de setembro. Um vale se transformou em uma depressão tropical em 21 de setembro cerca de 970 km (600 mi) a nordeste da Guiana Francesa. A depressão moveu-se para leste-nordeste e pode ter se intensificado em uma tempestade tropical. No entanto, a depressão foi notada pela última vez no dia seguinte.